# おいしい関係
『おいしい関係』（おいしいかんけい）は、槇村さとるによる日本の漫画作品。およびそれを原作としたテレビドラマ。
1993年から1999年に『ヤングユー』（集英社）で連載され、ヤングユーコミックスから単行本が全16巻と、文庫版はヤングユー漫画文庫から全10巻が発行された。
1996年にフジテレビ系でテレビドラマ化され、2007年には台湾でもテレビドラマ化された。

## あらすじ
裕福な家庭に育ち短大卒業を間近に控えた百恵は、父の突然の死でそれまでの生活が一転し、母とともにマンション暮らしとなる。進路に思い悩んでいる時、偶然入ったレストランのコンソメの味に感動し、その店で働き始める。だが、シェフの織田は百恵に厳しく、事あるごとに対立する。しかし、仕事に厳しい織田は百恵の努力と能力を次第に認めるようになり、百恵も自分を認めてくれる有能なシェフ・織田に次第に魅かれていく。

## 登場人物
藤原 百恵（ふじわら ももえ）
ヒロイン。偶然立ち寄ったレストラン「プチ・ラパン」で、短大中退後から働き始める。シェフの織田の厳しい指導にも気落ちせず、常に前向きに立ち向かう。
織田の過去を知り、彼に温かい料理を食べさせたいとコックを目指す。
織田 圭二（おだ けいじ）
プチ・ラパンのシェフ。パリのレストラン「グラン・ブルー」で修業した腕前。子供のころ、両親と共に行ったレストランに残され、両親に先立たれた過去を持つ。
料理には人一倍厳しく、素人の百恵に厳しく当たる。
高橋 薫（たかはし かおる）
フレンチレストラン「メゾン・ブリュ」のシェフ。
料理学校の客員教授も務め、テレビにも出演するカリスマ。織田とはグラン・ブルーでともに修業した仲。
織田 千代（おだ ちよ）
圭二の養母。圭二の依頼で百恵の才能を目利きし、高く評価する。
今村 可奈子（いまむら かなこ）
やり手のフードプロデューサー。のちに織田と交際・同棲するが、破局。

## テレビドラマ（日本版）
1996年10月14日から12月16日まで、フジテレビ系の「月9」枠で毎週月曜日21:00 - 21:54に放送された。主演は中山美穂。初回と最終回は30分拡大の21:03 - 22:24。全10回。

### 解説
当時、オリジナル作品が多かった「月9」枠としては久々の漫画原作、それも当時としては珍しい少女漫画からのドラマ化であった。
脚本の野沢尚は制作方針をめぐって上層部と対立して途中降板してしまい、急遽前番組『翼をください!』の脚本を務めた新人の橋部敦子が後任に抜擢された。

### キャスト
- 藤原百恵 - 中山美穂
- 織田圭二 - 唐沢寿明
- 今村可奈子 - 飯島直子
- 木村和馬 - 草彅剛
- 森由美 - 山口紗弥加
- 秋山映子 - 髙田万由子
- 田峰英太 - 山田明郷
- 辻房之介 - 柏谷享助
- 森完輔 - 森本レオ
- 今村よし恵 - 中原ひとみ
- 緑川征吾 - 中野誠也
- 小林徳雄 - 小坂一也
- 藤原晴彦 - 渡辺文雄
- 緑川曜子 - 原田美枝子
- 高橋薫 - 宅麻伸
- 橋爪淳
- 北村総一朗
- 田山涼成
- 宮藤官九郎

### スタッフ
- 原作 - 槇村さとる『おいしい関係』（集英社刊）
- 脚本 - 野沢尚、橋部敦子
- 脚本原案 - 野沢尚
- 音楽 - 高浪敬太郎、崎谷健次郎
- 主題歌 - 中山美穂 with MAYO 「未来へのプレゼント」（キングレコード）
- 制作主任 - 山崎康生、北田宏和
- プロデュース補 - 塚田洋子
- プロデュース - 小林義和
- 演出 - 河毛俊作、中江功
- 演出補 - 桜庭信一、山本一男、小林和宏
- 制作著作 - フジテレビ

### 受賞歴
- 第11回ザテレビジョンドラマアカデミー賞[1]
  - ザテレビジョン特別賞（料理スタッフ）

### サブタイトル
| 各話                                                      | 放送日         | サブタイトル            | 視聴率 |
| --------------------------------------------------------- | -------------- | ----------------------- | ------ |
| 第1話                                                     | 1996年10月14日 | 恋の始まりはスープ      | 22.8%  |
| 第2話                                                     | 1996年10月21日 | 愛する人の記憶          | 21.7%  |
| 第3話                                                     | 1996年10月28日 | 金色のノート            | 20.8%  |
| 第4話                                                     | 1996年11月4日  | 愛を確かめたくて        | 21.4%  |
| 第5話                                                     | 1996年11月11日 | 夢の名はデザート        | 22.2%  |
| 第6話                                                     | 1996年11月18日 | 恋の終わり…             | 20.4%  |
| 第7話                                                     | 1996年11月25日 | 奇跡が起きた夜          | 20.9%  |
| 第8話                                                     | 1996年12月2日  | あなたが好きです        | 20.5%  |
| 第9話                                                     | 1996年12月9日  | 誰よりも愛しているのに… | 19.5%  |
| 最終話                                                    | 1996年12月16日 | 約束のクリスマス        | 25.5%  |
| 平均視聴率21.8%（視聴率は関東地区・ビデオリサーチ社調べ） |                |                         |        |

### 関連商品
- おいしい関係 DVD-BOX（ポニーキャニオン、2010年3月17日発売）
- おいしい関係 Vol.1（キングレコード、1996年12月14日発売）VHSの単品商品。以下Vol.6まで同様。
- おいしい関係 Vol.2（キングレコード、1997年1月1日発売）
- おいしい関係 Vol.3（キングレコード、1997年1月22日発売）
- おいしい関係 Vol.4（キングレコード、1997年2月5日発売）
- おいしい関係 Vol.5・Vol.6（キングレコード、1997年2月25日発売）

| フジテレビ系 月曜9時枠の連続ドラマ | フジテレビ系 月曜9時枠の連続ドラマ  | フジテレビ系 月曜9時枠の連続ドラマ |
| 前番組                             | 番組名                              | 次番組                             |
| ---------------------------------- | ----------------------------------- | ---------------------------------- |
| 翼をください! （1996.7.1 - 9.23）  | おいしい関係 （1996.10.14 - 12.16） | バージンロード （1997.1.6 - 3.17） |

## テレビドラマ（台湾版）
2007年に台湾・中華電視公司にてドラマ化され『美味關係〜Sweet Relation〜』のタイトルで放送された。日本でも『美味関係〜おいしい関係〜』のタイトルで2007年9月13日から2008年4月24日までBS日テレで日本語字幕で放送された。全32話。

### キャスト
| 日本版役名 | 台湾版役名 | 俳優名                                     |
| ---------- | ---------- | ------------------------------------------ |
| 織田圭二   | 方織田     | 周渝民 （ヴィック・チョウ、F4）            |
| 藤原百恵   | 常百惠     | 侯佩岑 （パティ・ホウ）                    |
| 木村大地   | 何馬揚     | 柯有綸 （アラン・コー）                    |
| 今村可奈子 | 任可欣     | 賴雅妍 （メーガン・ライ）                  |
| 森由美     | 成薔       | 紀培慧 （ジー・ペイホェイ）                |
| 森完二     | 成家俊     | 朱徳剛 （ジュー・ダーガン）                |
| 織田千代   | 金刀婆婆   | 比莉 （ビリー）                            |
| 井上琳子   | 陸川琳     | 鄧九雲 （ドン・ジウユン）                  |
| 高橋薫     | 高橋       | 張永智 （ジャン・ヨンチー）                |
| 蓮見       | 辜見賢     | 谷炫錞 （グー・シュンチュン / 貴島功一朗） |
| 克也       | 查克       | 查馬克 （チャー・マーカー）                |
| 玄太       | B胖        | 徐振偉 （ビーパン）                        |
| エリック   | ERIC       | 涂百峰 （シュウ・バイフォン）              |
| 藤原春彦   | 常父       | 費鎮華 （フェイ・チェンホア）              |
|            | 多風       | 羅北安 （ルオ・ベイアン）                  |
| 大地父     | 河馬爸     | 太保 （タイバオ）                          |
| 大地母     | 河馬媽     | 李黛玲 （リ・タイリン）                    |
| 亀屋       | 龜爺       | 龜爺 （グェイ・イエ）                      |
|            | 豬肉彪     | 林友方                                     |
| 佐藤       | 糖糖姐     | 唐琪 （タンチー）                          |
|            | 蔡醫生     | 蔡爸                                       |

### スタッフ
- 原作 - 槇村さとる「おいしい関係」（集英社 YOUNG YOU漫画文庫）
- プロデューサー - 柴智屏（アンジー・チャイ）
- 監督 - 瞿友寧（チュウ・ヨウニン）
- 脚本 - 林純華（リン・チュンホア）

### 主題歌
オープニングテーマ
「愛上這世界」
歌 - 周渝民（ヴィック・チョウ、F4）
エンディングテーマ
「Don't say goodbye」
歌 - 柯有綸（アラン・コー）

### サブタイトル
| 各話   | サブタイトル        | 放送日         |
| ------ | ------------------- | -------------- |
| 第1話  | 大好きなパパ        | 2007年9月13日  |
| 第2話  | 黄金スープ          | 2007年9月20日  |
| 第3話  | 失敗続きの初修行    | 2007年9月27日  |
| 第4話  | 味の魔術師          | 2007年10月4日  |
| 第5話  | 暖かい食卓          | 2007年10月11日 |
| 第6話  | 空っぽのレストラン  | 2007年10月18日 |
| 第7話  | 金色のハート        | 2007年10月25日 |
| 第8話  | 特別な場所          | 2007年11月1日  |
| 第9話  | 新しいリトルベア    | 2007年11月8日  |
| 第10話 | 足元の子犬          | 2007年11月15日 |
| 第11話 | 料理への思い        | 2007年11月22日 |
| 第12話 | 新装開店            | 2007年11月29日 |
| 第13話 | 壁1枚の距離         | 2007年12月6日  |
| 第14話 | 手料理に愛をこめて  | 2007年12月13日 |
| 第15話 | 無償の愛            | 2007年12月20日 |
| 第16話 | 新たなスタート      | 2007年12月27日 |
| 第17話 | 心を開いて          | 2008年1月10日  |
| 第18話 | 温もりがほしい      | 2008年1月17日  |
| 第19話 | 一人前のシェフ      | 2008年1月24日  |
| 第20話 | リトルベアの危機    | 2008年1月31日  |
| 第21話 | 楽譜を超えて        | 2008年2月7日   |
| 第22話 | 自分だけの厨房      | 2008年2月14日  |
| 第23話 | 近づいていく2人     | 2008年2月21日  |
| 第24話 | 狙われたレストラン  | 2008年2月28日  |
| 第25話 | ままならない告白    | 2008年3月6日   |
| 第26話 | 誤解                | 2008年3月13日  |
| 第27話 | 信じてほしいのに    | 2008年3月20日  |
| 第28話 | 久しぶりの再会      | 2008年3月27日  |
| 第29話 | さよなら リトルベア | 2008年4月3日   |
| 第30話 | 実らない想い        | 2008年4月10日  |
| 第31話 | それぞれの道へ      | 2008年4月17日  |
| 最終話 | 夢の始まり          | 2008年4月24日  |

### DVD
- 「美味関係〜おいしい関係〜DVD-BOX1」（2010年9月3日）
- 「美味関係〜おいしい関係〜DVD-BOX2」（2010年10月6日）
- 「美味関係〜おいしい関係〜DVD-BOX3」（2010年11月4日）

販売元：コミックリズ株式会社